# 齐尔比茨附近库尔姆
齐尔比茨附近库尔姆是奥地利施蒂利亚州穆劳县的一个市镇。总面积18.95平方公里，总人口363人，人口密度19.2人/平方公里（2005年）。